# سرولیو دی اولیویرا
سرولیو دی اولیویرا (انگلیسی: Servílio de Oliveira؛ زادهٔ may ۶, ۱۹۴۸ (۷۶ سال)) بوکسور اهل برزیل است.